# ×Arctodupontia
× Arctodupontia là một chi thực vật có hoa trong họ Hòa thảo (Poaceae).

## Loài
Chi × Arctodupontia gồm các loài: